# Bojakan
Bojakan is een bestuurslaag in het regentschap Kepulauan Mentawai van de provincie West-Sumatra, Indonesië. Bojakan telt 1175 inwoners (volkstelling 2010).